# How Many More Times
「How Many More Times」（ハウ・メニー・モア・タイムズ）は、Ken Yokoyamaの1枚目のシングル。

## 概要
セカンドアルバム『Nothin' But Sausage』からの先行シングルで、ファーストアルバム『The Cost Of My Freedom』から約1年半ぶりの音源となった。 KEN BANDとの共同作業で制作された。

## 収録曲
1. Ricky Punks
2. How Many More Times
3. I Go Alone Again
4. I'm Not in Love
10ccのカヴァー。